# Szabó Kálmán (színművész)
Szabó Kálmán (Budapest, 1939. december 12. –) Jászai Mari-díjas magyar színművész, rendező.

## Életpályája
1959-1963 között a Színház- és Filmművészeti Főiskola hallgatója volt. 1962-1971 között a Szegedi Nemzeti Színház, 1971-1976 között a kaposvári Csiky Gergely Színház, 1976-1977 között ismét a Szegedi Nemzeti Színház tagja volt. 1977-1984 között a Radnóti Színház színésze volt. 1984-től a Magyar Rádió rendezőjeként dolgozott.
Felesége Császár Angela színésznő volt, azonban elváltak.

## Főbb színházi szerepei
- Bánk bán (Katona József)
- Csongor (Vörösmarty Mihály: Csongor és Tünde)
- Bicska Maxi (Brecht–Weill: Koldusopera)
- Tarelkin (Szuhovo-Kobilin: Tarelkin halála)
- Lopahin (Csehov: Cseresznyéskert)

## Filmes és televíziós szerepei
- Nyolc évszak (1987)
- Petőfi (1981)
- A fekete város (1972)
- Rózsa Sándor (1971)
- Az utolsó előtti ember (1963)

## Díjai és kitüntetései
- Jászai Mari-díj (1974)